# 틴토 브라스의 아모르
《틴토 브라스의 아모르》(Monamour)는 이탈리아에서 제작된 틴토 브라스 감독의 2005년 멜로/로맨스 영화이다. 안나 짐스카야 등이 주연으로 출연하였다.

## 출연

### 주연
- 안나 짐스카야
- 리카르도 마리노
- 맥스 패로디

### 조연
- 넬라 루칙

## 출시
이 영화는 아마존닷컴 등의 사이트에서 DVD 포맷으로 구매가 가능하다. 블루레이 디스크 버전은 2011년 4월 19일 출시되었다.